# Riachão das Neves
Riachão das Neves é um município brasileiro do estado da Bahia. Sua população estimada em 2024 era de 22 323 habitantes. Riachão fica a 54 km de Barreiras, principal cidade do oeste baiano, a qual se interliga com o município através da intersecção das rodovias federais BR 135 e BR 020.